# Бувазир, Салах
Салах Масуд Бувазир  (араб.  صالح مسعود بويصير‎, англ. Saleh Buyasseer, 1925, Бенгази, Киренаика, Итальянская Ливия — 21 февраля 1973 года, Арабская Республика Египет, Синайский полуостров, район Исмаилии) — ливийский политический деятель, журналист и историк. Родившийся в семье торговца, он сумел сделать журналистскую, политическую и научную карьеры, выступая за арабские ценности и за независимость Ливии. Находясь в оппозиции сначала к итальянским колониальным властям, затем к Великобритании и к ливийской монархии, он два раза отправлялся в эмиграцию. Только приход к власти Муаммара Каддафи в 1969 году позволил ему вернуться из 14-летнего изгнания. Он стал первым министром иностранных дел Ливийской Арабской Республики и добивался ликвидации иностранных военных баз на территории Ливии. В 1972 году он попытался продолжить карьеру уже на общеарабском уровне, но в феврале 1973 года самолёт, на котором он летел, был сбит израильским истребителем над Синайским полуостровом.

## Биография
Салах Бувазир родился в 1925 году в Бенгази в семье торговца. Ему было около шести лет, когда в 1931 году итальянские власти захватили в плен и казнили шейха Омара аль-Мухтара, возглавлявшего вооружённую борьбу за независимость Ливии. Это усилило подъём национальных чувств во всех слоях общества. Когда Салах окончил среднюю школу в Бенгази, отец отказался давать ему образование в колониальной Ливии и отправил учиться за границу, в формально независимый Египет.

### Первая эмиграция. С англичанами против итальянцев.
Во второй половине 1930-х годов Салах Бувазир прибыл в Каир, где поступил в исламский духовный университет Аль-Азхар аль-Шариф. В Королевстве Египет было очень сильно влияние Великобритании и шла постоянная борьба за расширение египетского суверенитета. С одной стороны это способствовало росту арабского национализма, с другой стороны, англичане были противниками итальянцев, и обучавшиеся в Египте ливийцы, в отличие от египтян, видели в них скорее своих союзников. Салах Бувазир быстро включился в общественную жизнь университета, стал одной из видных фигур среди студентов-ливийцев, приобщился к политике и активно участвовал в собраниях, на которых осуждался режим фашистской Италии.

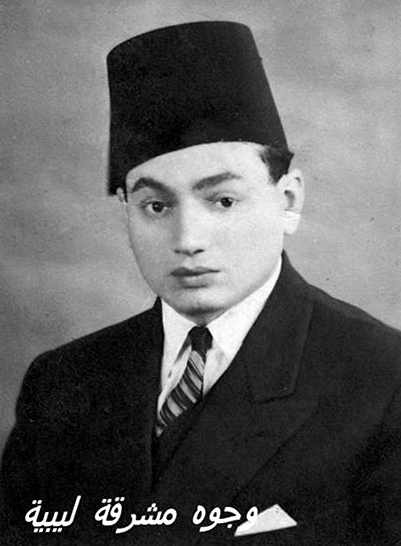
Салах Бувазир в юности

Когда началась Вторая мировая война и в Ливии развернулись военные действия, увлёкшийся журналистикой Бувазир начал выступать по радио, вещавшему на Ливию. Он осуждал политику фашистских властей и призывал население к священной войне против итальянцев. Молодой журналист был замечен британской союзной администрацией и в 1943 году, когда Ливия была освобождена от итало-германских войск, вернулся на родину, где занялся разъяснением населению политической ситуации и целей союзников. Он работал в газете «Бенгази» (араб. بنغازي‎), издававшейся управлением информации союзников,  а затем, в 1944 году перешёл в созданную британской военной администрацией газету «Барка аль-Джадида» (араб.  برقة الجديدة‎ — «Новая Киренаика»), выходившую на арабском языке.

### Прогрессивный журналист и королевский депутат
Однако сотрудничество с англичанами оказалось недолгим, и вскоре Бувазир направил критику уже против новых колонизаторов. После 1946 года британский контроль ослаб, и «Барка аль-Джадида» заняла более независимую позицию. Перепечатывая материалы египетской прессы, она выступала с осуждением  британского правления, высказывалась на свободу и суверенитет Ливии. В 1947 году при участии Салаха Бувазира был основан ежемесячный журнал «Рассвет Ливии» (араб. الفجر الليبي‎), выступивший под девизом «Откровенность и правда».  После ухода в 1949 году из «Барка аль-Джадида», журнал стал его основным местом работы. «Рассвет Ливии»  принял активное участие в бурной избирательной кампании в первый парламент Киренаики, выступал против некоторых депутатов, критиковал британские власти.
В декабре 1951 года страна получила независимость, а в феврале 1952 года известного журналиста Салаха Бувазира избрали в состав Палаты депутатов парламента Королевства Ливии от Киренаики. Вскоре он был избран заместителем председателя Палаты и стал одним из лидеров группировки «Прогрессивные националисты» . В том же 1952 году Бувазир начал издавать еженедельную газету «Аль-Дифаа» (араб. الدفاع‎ — «Оборона») . Однако для развития политической карьеры условий не было — после скандала с фальсификацией выборов 1952 года политические партии в королевстве были запрещены, а в отношении парламента король применял право вето или распускал его при возникновении каких-либо трений.
Во внешней политике король Идрис ориентировался на Великобританию, которую считал своей союзницей, и развивал сотрудничество с США. Ливия, ещё не имевшая нефтяных доходов, оставалась бедной страной, и финансовые поступления от этих стран были единственными источниками валюты. Бувазир же оставался верен своим националистическим убеждениям. На страницах «Аль-Дифаа» он критиковал англо-ливийский договор о размещении военных баз на территории Ливии и выступал против близких советников короля Идриса I .

### Письмо королеве Англии и бегство в чадре
Переломным в судьбе Бувазира стал 1954 год, когда газета «Аль-Дифаа» была закрыта властями. В сентябре этого года власти королевства подписали соглашение, продлевавшее аренду базы ВВС США Уилус-филд до 1970 года в обмен на ежегодные субсидии до 50 млн долл, а 5 октября брат королевы Шариф бен Сейид Мухид-дин ас-Сенуси убил королевского фаворита Ибрагима аш-Шалхи, с 1916 года бывшего первым советником Идриса. В стране было введено чрезвычайное положение, осложнившее положение и без того слабой оппозиции.
В 1955 году Салах Бувазир предпринял рискованный шаг. От имени королевы Фатимы он отправил королеве Великобритании Елизавете II письмо с просьбой повлиять на Идриса I и уговорить его отменить смертную казнь 19-летнему брату королевы Шарифу, убившему Шалхи. Этот манёвр не прошёл мимо внимания короля. При разбирательстве Фатима заявила, что ничего не знала о письме. Неясно, было письмо королеве Англии инициативой самого Бувазира, или ему пришлось отвечать за услугу Фатиме и придворные интриги, но к дому депутата отправились сотрудники политической полиции. Он был обвинён в уголовном преступлении — подделке документов — и оказался в тюрьме. Карьера Бувазира в королевской Ливии закончилась.
Впрочем, в тюремной камере он пробыл недолго. При тайном содействии двора, или же при помощи врагов монархии, уже в августе 1955 года Бувазир исчез из тюрьмы. Переодетый женщиной, в чадре, скрывая лицо, он беспрепятственно прошёл пограничный контроль в международном аэропорту и вскоре оказался в Тунисе. Семья ждала его в Каире.

### Судьба эмигранта
Хотя действия Бувазира нельзя было считать политическим выступлением против монархии, за ним закрепилась репутация политического эмигранта, преследуемого властями. До 1969 года он жил в Египте, ставшим на время Объединённой Арабской Республикой, иногда переезжал в Гану, Саудовскую Аравию  и в Тунис. Власти Ливии арестовали счета и имущество Бувазира, а сам он отказывался получать деньги от египетских властей, но по другим сведениям, жизнь эмигранта в Египте оказалась не такой уж трудной. Его семья была рядом, а из королевства одновременно шли деньги на сносное проживание и запросы к правительству Египта на выдачу его как преступника. При этом сам Бувазир спокойно посещал посольство Ливии, где у него были знакомства, и устраивал судьбы ливийцев, оказавшихся в трудном положении в Египте. Есть информация, что по неофициальным каналам, через родственников и друзей, власти предлагали беглецу вернуться в Ливию, обещая полюбовно уладить проблему с судом, но тот не спешил покидать Каир.
В этот период Бувазир установил тесные контакты с палестинским движением «ФАТХ» и оказывал ему всяческую поддержку, в том числе и финансовую. В числе его знакомых оказались такие арабские лидеры, как Ясир Арафат, известный тогда под именем Абу Аммар, Ахмед Бен Белла и Хуари Бумедьен. Как член Комитета в поддержку Палестины, Бувазир неоднократно посещал Иерусалим (до 1967 года), постоянно бывал в лагерях палестинских беженцев в Иордании, Ливане и Сирии. Он помогал бежавшим в Египет палестинцам, в 1968 году стал одним из основателей Исламского комитета, занимавшегося организацией палестинских студентов и нёсшего часть расходов на их образование. Одновременно Бувазир начал научную карьеру в университете «Аль-Азхар» , где получил степень магистра истории, защитив диссертацию на тему «Джихад палестинского народа».

### Министр революционного правительства
После Сентябрьской революции 1969 года Салах Бувазир вернулся в Ливию и принял предложение Совета революционного командования во главе с Муаммаром Каддафи возглавить внешнеполитическое ведомство республики. 8 сентября 1969 года он был назначен министром иностранных дел и единства в кабинете Махмуда Сулеймана аль-Магриби.
Его основной задачей стали переговоры о ликвидации иностранных военных баз на территории страны, а также о перераспределении доходов от нефтедобычи. Через две недели после назначения Бувазир вызвал к себе послов США и Великобритании и заявил, что если подтвердятся сведения о поставках Израилю танков «Чифтен» и других вооружений, Ливия пересмотрит свои отношения с Лондоном и Вашингтоном. Ещё через несколько дней, 31 октября, он вызвал к себе посла США и вручил ему ноту с требованием ликвидации базы Уилус-филд. Посол Великобритании также получил ноту с предложением начать переговоры об эвакуации британских войск. Бувазир развернул активную работу, участвовал в работе Совета совместной обороны Лиги арабских стран в Каире 8-10 ноября 1969 года, но уже в декабре основная роль на переговорах с США и Великобританией перешла к члену СРК майору А. С. Джеллуду. Несмотря на падение своего влияния, Салах Бувазир сохранил пост и в правительстве Муаммара Каддафи, сформированном 10 января 1970 года. При нём 27 марта 1970 года с ливийской земли исчезли британские военно-воздушная база в Эль-Адеме и военно-морская в Тобруке, а 11 июня 1970 года был спущен американский флаг над базой Уилус-филд .
Бувазир пробыл на посту министра иностранных дел до 16 октября 1970 года, когда его сменил член Совета Революционного Командования майор Мухаммед Наджм. Меньше чем через год, 16 августа 1971 года он занял пост министра информации, но оставил его в 1972 году, когда выдвинул свою кандидатуру и был избран в Федеральное национальное собрание Федерации Арабских Республик. До последних дней он продолжал заниматься палестинской проблемой и историей Ливии, подготовил докторскую диссертацию на тему «Джихад ливийского народа», но не успел её защитить.
Салах Масуд Бувазир погиб утром 21 февраля 1973 года во время крушения рейса № 144 «Ливийских авиалиний», сбитого израильским истребителем над Синайским полуостровом в районе Исмаилии. Есть версия, что именно бывший министр был главной целью для Израиля, отомстившего таким образом за поддержку Ливией теракта в Мюнхене в 1972 году. Салах Бувазир почитается в арабском мире, как один из мучеников (шахидов).

### Семья
Салах Бувазир был женат, имел детей, в том числе сына Мухаммеда и дочь Фадву. Мухаммед приложил немало усилий, добиваясь расследования гибели отца, но, в конечном счёте, ничего не достиг и эмигрировал из Ливии. Дочь Фадва получила высшее образование, звание профессора и определённую известность в стране. В 2008 года она дала интервью в связи с 35-летием гибели Бувазира и рассказала, что узнала о гибели отца по радио в Лондоне, где в тот момент находилась её семья. Фадва заявила, что Ливия не приложила достаточных усилий, чтобы заставить Израиль ответить за преступление на Синае.